# 丰索尔布
丰索尔布（法語：Fonsorbes，法語發音：[fɔ̃sɔʁb]）是法国上加龙省的一个市镇，位于该省中东部，属于米雷区。

## 地理
丰索尔布（43°32'10"N, 1°13'52"E）面积19.03 平方千米，位于法国奧克西塔尼大區上加龙省，该省份为法国西南部内陆省份，西南端与西班牙接壤，自此顺时针与上比利牛斯省、热尔省、塔恩-加龙省、塔恩省、奥德省和阿列日省接壤。
与丰索尔布接壤的市镇（或旧市镇、城区）包括：丰特尼耶、弗鲁赞、图什河畔普莱桑斯、圣利斯、塞斯。

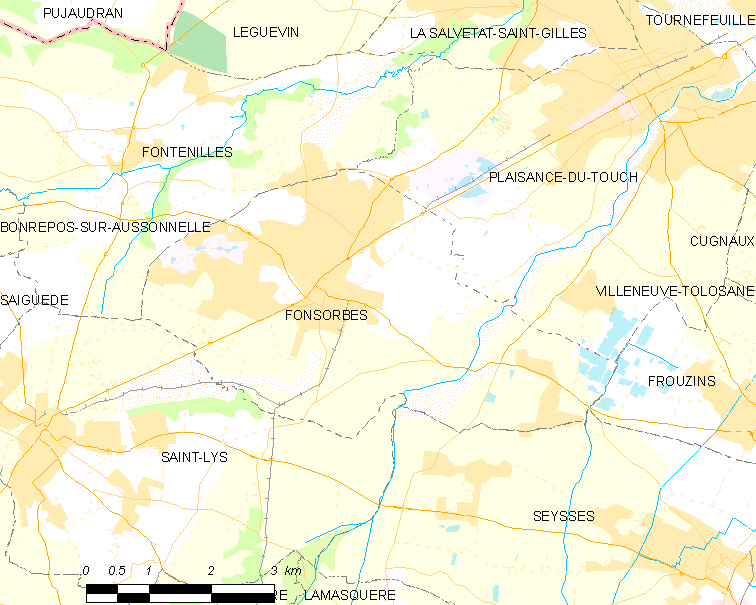
丰索尔布的OSM定位图

丰索尔布的时区为UTC+01:00、UTC+02:00（夏令时）。

## 行政
丰索尔布的邮政编码为31470，INSEE市镇编码为31187。

## 政治
丰索尔布所属的省级选区为图什河畔普莱桑斯县。

## 人口

1962-2008年间丰索尔布人口变化图示

丰索尔布于2022年1月1日时的人口数量为13048人。